# Masasteron ocellum
Masasteron ocellum är en spindelart som beskrevs av Baehr 2004. Masasteron ocellum ingår i släktet Masasteron och familjen Zodariidae.
Artens utbredningsområde är Queensland. Inga underarter finns listade i Catalogue of Life.